# Valentin Radev
Valentin Radev (Валентин Радев, en bulgare), né le 6 février 1958 à Elin Pelin, est un homme politique bulgare. Il est ministre de l'Intérieur depuis le 4 mai 2017.